# نصرآباد (گاریزات)
نصرآباد روستایی در دهستان کهدوئیه بخش گاریزات شهرستان تفت استان یزد ایران است.

## جمعیت
بر پایه سرشماری عمومی نفوس و مسکن در سال ۱۳۹۵ جمعیت این روستا ۸ نفر (۴خانوار) بوده‌است.